# 傳舍五
仙后座55，又名BD+65 239，HD 13474、SAO 12180、HR 640，是仙后座的一颗恒星，视星等为6.07，位于銀經131.08，銀緯4.98，其B1900.0坐标为赤經2h 6m 37.7s，赤緯+66° 4.98′ 21″。